# Werner Fenchel
Moritz Werner Fenchel (3 mai 1905 à Berlin – 24 janvier 1988 à Copenhague) est un mathématicien danois d'origine allemande. Il est passé à la postérité en tant que pionnier de l'analyse convexe.

## Biographie
Fils de commerçants berlinois, Fenchel étudia les mathématiques et la physique de 1923 à 1928 à l’université Humboldt de Berlin, et fréquenta les cours d’Erwin Schrödinger. Sous la direction de Ludwig Bieberbach, il soutint en 1928 sa thèse intitulée « Sur la courbure et la torsion des courbes gauches fermées ». Il fut l'assistant d’Edmund Landau à l’université de Göttingen de 1928 à 1933, et en 1930 reçut une bourse Rockefeller qui lui permit de se mettre en congé sabbatique à Copenhague auprès de Harald Bohr et Tommy Bonnesen (de), puis à Rome auprès de Tullio Levi-Civita. De confession juive, il décida de quitter l'Allemagne pour le Danemark en 1933. Là, il partagea son temps entre des travaux de traductions, l'animation de la revue Zentralblatt für Mathematik (dont il devint le rédacteur en chef) et l'animation du séminaire de mathématiques de l’université de Copenhague. En 1938, il fut affecté à l’Université technique du Danemark à Copenhague. Nommé maître de conférences de l’université de Copenhague (1942), il dut fuir pour la Suède quelques mois plus tard, et résida à Lund, où il enseigna à l’École Danoise jusqu'en 1945. En 1947, il fut promu privat-docent de l’Université technique du Danemark. De 1949 à 1951, il enseigna à l’université de Californie du Sud, l’université Stanford et l’université de Princeton. De retour en 1952, il fut nommé professeur titulaire de la chaire de mécanique de l’Université technique du Danemark, et enfin en 1956 professeur de l’université de Copenhague. Il obtint la distinction de professeur émérite en 1974.
Fenchel travailla sur la géométrie différentielle, la géométrie des réseaux et l’analyse convexe, puis par la suite se tourna vers l'étude des groupes discontinus de déplacements dans les plans non-euclidiens. Dans la théorie des espaces de Teichmüller, il a laissé son nom à un système de coordonnées remarquable, les coordonnées de Fenchel-Nielsen.
Il fut élu à l’Académie royale des sciences du Danemark en 1946. Il édita les œuvres complètes de Jakob Nielsen.
Käte Sperling (1905-1983), qu'il avait épousée en 1933, avait elle aussi étudié les mathématiques à l'université de Berlin, dont elle fut diplômée en 1928. Elle enseigna occasionnellement, publia quelques articles sur la théorie des groupes, mais lorsqu'en 1933 elle arriva au Danemark, elle ne put trouver de poste compte tenu du nombre de réfugiés. À la fin des années 1960 elle enseignait à l’université d'Aarhus. 

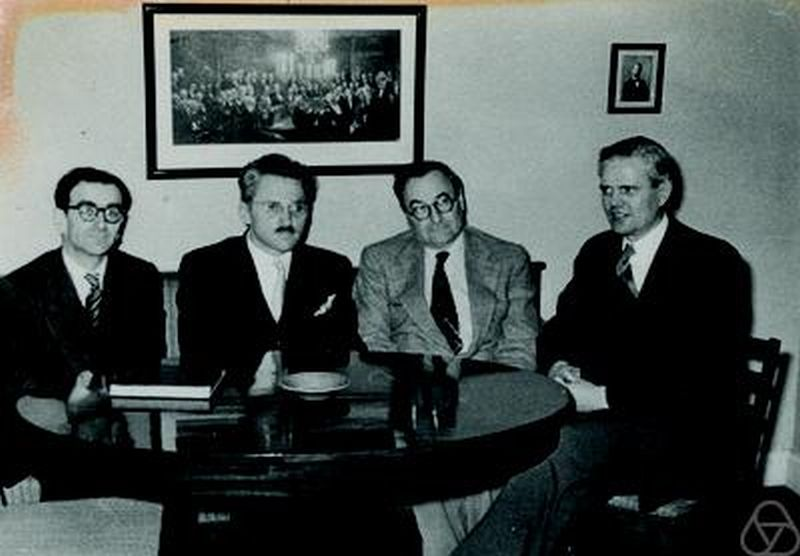
Werner Fenchel (à gauche) avec Alexandrov, Busemann et Jessen en 1954.

## Œuvres
- (en coll. avec T. Bonnesen) : Theorie der konvexen Körper. Ergebnisse der Mathematik, Springer-Verlag, 1934, 1974.
- (en coll. avec T. Bonnesen) : Elementary Geometry in hyperbolic space. de Gruyter 1989.
- Erinnerungen aus der Studienzeit. In : Jahrbuch Überblicke Mathematik. BI Verlag 1980.
- Convexity through the ages. In : Gruber, Wills (éd.): Convexity and Its Applications. Birkhäuser 1983.